# Shooting Stars de Scarborough
Dernière mise à jour : 25 avril 2024.
Les Shooting Stars de Scarborough sont une équipe canadienne de basket-ball professionnel basée à Toronto, Ontario. Ils participent à la Ligue élite canadienne de basketball (LECB) et jouent leurs matchs à domicile au Toronto Pan Am Sports Centre, dans le district est de Scarborough. Fondées en 2021, les Shooting Stars sont la première équipe sportive professionnelle à être basée à Scarborough.

## Histoire
Les Shooting Stars de Scarborough ont été créés le 16 août 2021 et appartiennent à Nicholas « Niko » Carino (cofondateur du label OVO Sound) et Sam Ibrahim (membre fondateur de la société de capital-risque Playground Global). Ils sont la huitième franchise de la ligue et ont fait leurs débuts dans la saison 2022 de la LECB. Ils ont été la première franchise de la région du Grand Toronto. Originaire de Scarborough, Chris Exilus est devenu le premier entraîneur-chef de l’équipe. En mai, les Shooting Stars ont attiré l’attention du monde entier lorsque le rappeur Jermaine Cole (connu sous son nom d’artiste J.Cole) a signé avec l’équipe. Parmi les autres joueurs notables de la première saison des Shooting Stars figurent Jalen Harris et Xavier Rathan-Mayes.
Lors de la première saison des Shooting Stars, ils ont atteint les finales de la LECB après avoir battu les Rattlers de la Saskatchewan en quart de finale et les River Lions de Niagara en demi-finale. En finale, les Honey Badgers de Hamilton les ont battus de justesse, 90 à 88. Après la saison, Isiaha Mike et Jalen Harris ont été nommés à la première équipe du All-CBL 2022.
Les Shooting Stars remportent le championnat lors de la saison 2023 face au Surge de Calgary en finale.

## Palmarès
- Champion LECB (1) : 2023

## Personnalités

### Joueurs emblématiques
- Kyle Alexander
- J. Cole
- Jalen Harris
- Isiaha Mike
- Xavier Rathan-Mayes

### Entraîneurs successifs
| Nom           | Période | Saison régulière | Saison régulière | Saison régulière | Playoffs | Playoffs | Playoffs | Bilan                            |
| Nom           | Période | Matchs           | Vict.            | Déf.             | Matchs   | Vict.    | Déf.     | Bilan                            |
| ------------- | ------- | ---------------- | ---------------- | ---------------- | -------- | -------- | -------- | -------------------------------- |
| Chris Exilius | 2022-   | 40               | 23               | 17               | 7        | 6        | 1        | Champion (2023) Finaliste (2022) |